# Chapsa astroidea
Chapsa astroidea är en lavart som först beskrevs av Berk. & Broome, och fick sitt nu gällande namn av M. Cáceres & Lücking. Chapsa astroidea ingår i släktet Chapsa och familjen Graphidaceae.   Inga underarter finns listade i Catalogue of Life.